# Stuttgart Stadtbahn
El Stuttgart Stadtbahn es un sistema de metro ligero en Stuttgart, Alemania. El Stadtbahn comenzó a funcionar el 28 de septiembre de 1985. Es operado por el Stuttgarter Straßenbahnen AG (SSB), que también opera los sistemas de autobuses en esa ciudad. El Stuttgart Stadtbahn es el sistema sucesor de una red de tranvías (Straßenbahnen) que caracterizó el tráfico urbano en Stuttgart durante décadas.

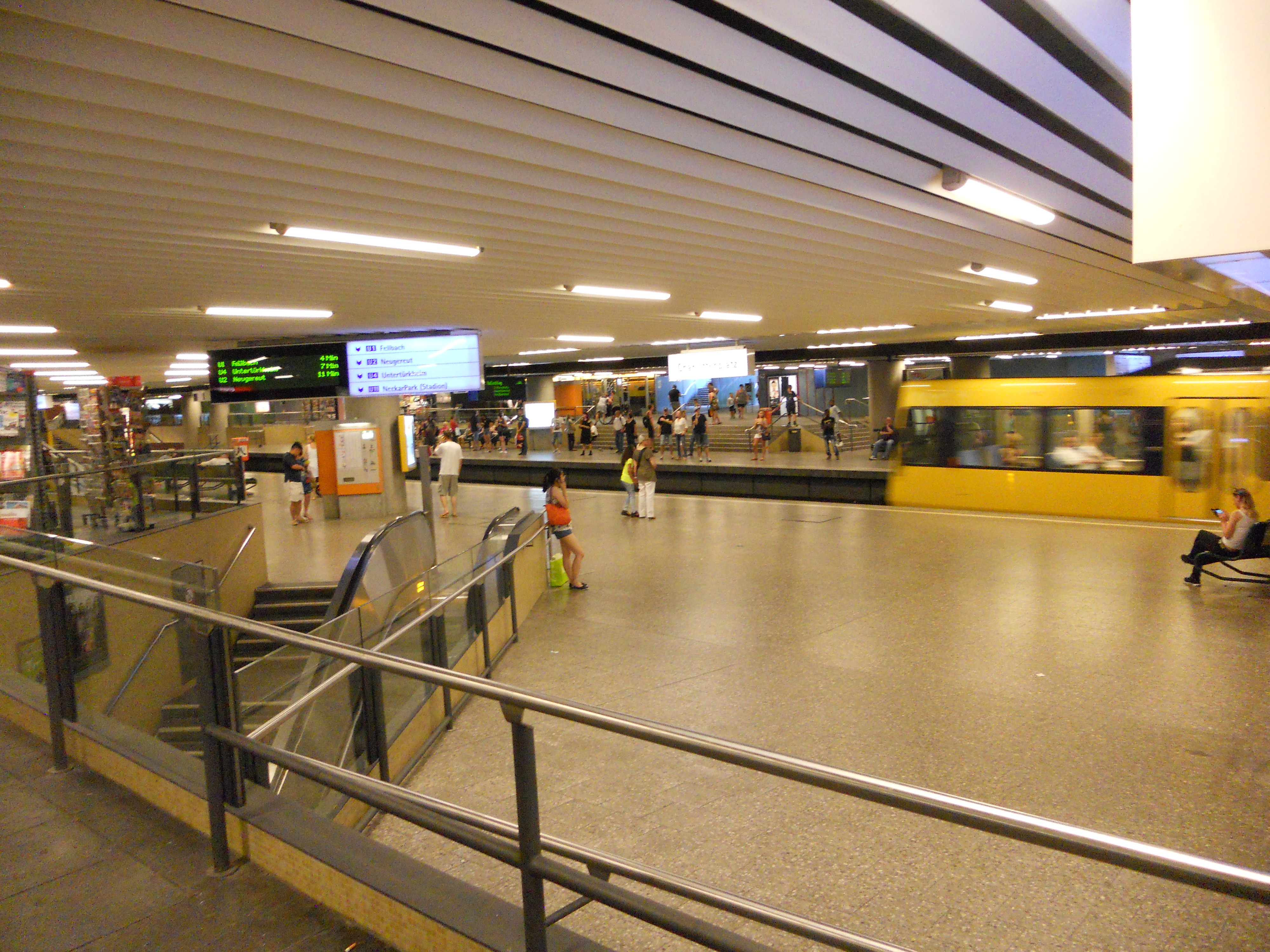
Stadtbahn Charlottenplatz Stuttgart

La red de Stadtbahn cubre gran parte de Stuttgart y también llega a las ciudades vecinas de Remseck am Neckar, Fellbach, Ostfildern, Leinfelden-Echterdingen y Gerlingen (en sentido horario). Actualmente, el sistema Stuttgart Stadtbahn está compuesto por catorce líneas principales (U1-U9, U12-U15, U19), líneas de eventos especiales (U11) y dos líneas temporales durante el sitio de construcción, que da servicio a 203 estaciones y opera en 130 kilómetros (81 millas) de ruta. En 2014, el Stuttgart Stadtbahn transportó 174,9 millones de pasajeros.

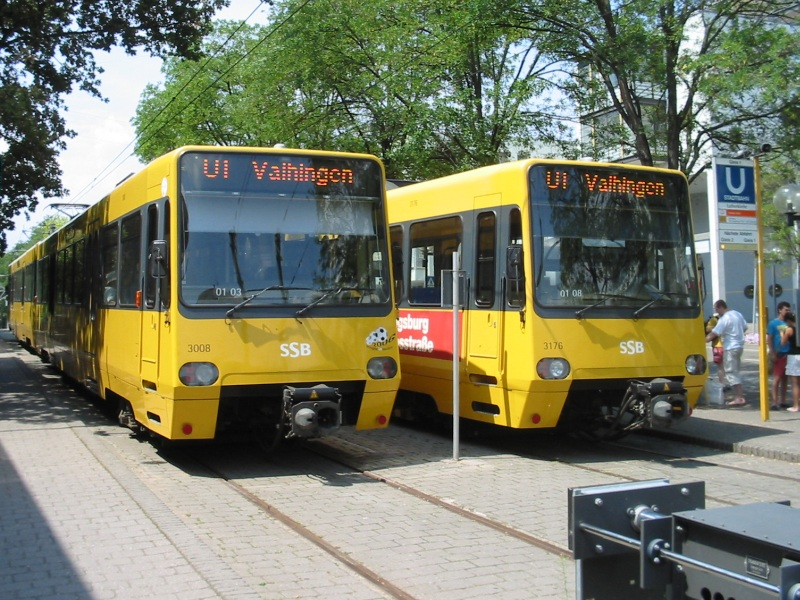
Fellbach Lutherkirche U1

## Características
El stadtbahn de Stuttgart es un metro ligero. Además de tener estaciones y recorridos subterráneos también tiene estaciones y recorridos superficiales o elevados. En la superficie los trenes tienen tramos tanto exclusivos como callejeros, sin separación del resto del tráfico urbano.

## Líneas
En 2023, el sistema Stuttgart Stadtbahn está compuesto por quince líneas principales (U1-U9, U12-U16 y U19), dos líneas especiales (durante las obras entre Hauptbahnhof y Staatsgalerie; U29 y U34) y una línea de eventos especiales (U11):
| Línea | Ruta | Estaciones | Tiempo (en minutos) |
| ----- | --- | ---------- | ------------------- |
| U1    | Fellbach Lutherkirche – Bad Cannstatt – Charlottenplatz – Marienplatz – Heslach – Vaihingen | 34         | 46                  |
| U2    | Neugereut – Bad Cannstatt – Rotebühlplatz – Vogelsang – Botnang | 27         | 36                  |
| U3    | Plieningen – Möhringen – Vaihingen | 11         | 13                  |
| U4    | Untertürkheim – Ostendplatz – Neckartor – Charlottenplatz – Rotebühlplatz – Hölderlinplatz | 13         | 16                  |
| U5    | Killesberg – Hauptbahnhof – Charlottenplatz – Degerloch – Möhringen – Leinfelden | 22         | 29                  |
| U6    | Gerlingen – Giebel – Feuerbach – Pragsattel – Hauptbahnhof – Charlottenplatz – Degerloch – Möhringen – Fasanenhof – Flughafen/Messe | 43         | 60                  |
| U7    | Mönchfeld – Zuffenhausen – Pragsattel – Hauptbahnhof – Charlottenplatz – Ruhbank (Fernsehturm) – Heumaden – Ostfildern | 36         | 50                  |
| U8    | Vaihingen – Möhringen – Degerloch – Ruhbank (Fernsehturm) – Heumaden – Ostfildern | 26         | 33                  |
| U9    | Hedelfingen – Raitelsberg – charlottenplatz – Vogelsang [– Botnang] (Servicio a Botnang solo en horario de tráfico escolar.) | 22 [28]    | 29 [35]             |
| U11   | Hauptbahnhof – Rotebühlplatz – Charlottenplatz – Cannstatter Wasen / Neckarpark (Stadion) (Solo durante eventos de especial relevancia como partidos de fútbol, conciertos o festivales) (No para en Berliner Platz (Hohe Str.) por no ser el andén lo suficientemente largo) | 12/13      | 17                  |
| U12   | Remseck – Hallschlag – Löwentor – Nordbahnhof – Hauptbahnhof – Charlottenplatz – Degerloch – Möhringen – Dürrlewang | 27         | 38                  |
| U13   | Feuerbach – Pragsattel – Löwentor – Bad Cannstatt – Untertürkheim – Hedelfingen | 23         | 35                  |
| U14   | Remseck – Mühlhausen – Münster – Wilhelma – Hauptbahnhof | 33         | 47                  |
| U15   | Stammheim – Zuffenhausen – Pragsattel – Hauptbahnhof – Charlottenplatz – Eugensplatz – Ruhbank (Fernsehturm) [– Heumaden] (Servicio a Heumaden solo en horario de tráfico escolar.)                                                                                           | 27 [32]    | 37 [45]             |
| U19   | Neugereut – Bad Cannstatt – Neckarpark (Stadion) | 9          | 20                  |

- Datos: Q569933
- Multimedia: Trams in Stuttgart / Q569933